# Segona Guerra Samnita
La segona guerra samnita fou un conflicte armat entre la república romana i els samnites que es va produir entre el 326 aC i el 304 aC.

## Antecedents
El 328 aC apareix una facció pro samnita a Nàpols i el 327 aC s'estableix una guarnició de 4.000 samnites i 2.000 d'homes de Nola a Neàpolis, desencadenant la Segona Guerra Samnita.

## La guerra
La guerra va esclatar el 326 aC perquè els samnites ajudaven als grecs de Palaèpolis i Neàpolis contra els romans, que havien entrat en guerra contra aquestes ciutats. La ciutat de Nola estava aliada a Samni i va permetre l'establiment d'una guarnició samnita, però això no va impedir la conquesta romana de Palaèpolis, i Neàpolis es va haver de sotmetre al darrer moment. Els samnites foren derrotats a Imbrino.
Roma es va aliar llavors amb els lucans i apulis, i encara que els primers van deixar l'aliança ben poc després convençuts pels tarentins, la dels apulis fou una aliança duradora. Els estrategs romans proposaven dos tàctiques: una que consistia a fer la guerra a la frontera de Samni a la Campània i avançar progressivament, i una segona que volia fer la guerra a la Pulla en ajut dels aliats i contra les ciutats que romanien fidels a l'aliança amb els samnites; els frentans suposadament s'havien ja separat dels samnites i eren neutrals. Després de les primeres victòries romanes a la vall del Volturnus dels cònsols Quint Fabi Màxim Rul·lià i Luci Papiri Cursor Mugil·là els samnites van demanar la pau i es va ajustar una treva d'un any (324 aC). Per el 323 aC la guerra es va reprendre. Aule Corneli Arvina va obtenir una victòria notable el 322 aC i els samnites van demanar la pau però no foren atesos.. El 321 aC, essent cònsols de Roma Espuri Pòstum i Veturi, els samnites sota el comandament del general Gai Ponci Herenni, van infligir una greu derrota als romans al pas de les Forques Caudines, que va obligar a Roma a signar la pau. Les colònies de Satricum, Fregellae i Sora es van separar de Roma.
El senat romà no va acceptar els termes de la pau signada al camp de batalla i va ordenar reprendre la guerra. Les operacions van seguir i van durar disset anys.
El 318 aC es va signar una treva de dos anys però la guerra es va reprendre el 316 aC. El 315 aC els romans van ocupar Saticula però el samnites van conquerir Plístia; la victòria samnita a Lautulae va afectar seriosament al domini romà a la Campània, però els romans es van recuperar i la victòria a la rodalia de Cinna (situació desconeguda) van restablir l'ordre a la revoltada Campània.
Els romans havien sotmès completament Pulla amb ajut dels apulis aliats (316 aC) i el cònsol Q. Aemilius Barbula va portar la guerra a Lucània on va conquerir Nerulum; els lucans van fer aliança amb Roma. El 314 aC els romans van obtenir una victòria decisiva que els va obrir les portes cap al Samni central i van assetjar Boviànum capital dels pentris. El 313 aC els romans van conquerir Nola, Atina i Calàtia. El 312 aC els romans van ocupar Cassinum i van fer aliança amb els marsis i pelignes, i semblava que ja eren propers al final de la guerra (ocupació i saqueig de Boviànum el 311 aC per C. Junius) quan els samnites van concertar l'aliança amb Tàrent, els umbres, i amb Perusa, Cortona, Arretium i Tarquínia, ciutats etrusques (311 aC), el que va capgirar les previsions.
A la revolta es van unir després els marsis, pelignes i umbres, fins llavors aliats romans. El 310 aC els etruscs foren derrotats al bosc de Cimínio (Ciminius Silva) i a Perusa, i els cònsols romans Rutili Censori i Fabi Màxim els van obligar a aixecar el setge de Sutrium (Sutri), i el 309 aC la victòria decisiva al Llac Vadimonis, prop de la moderna Orte, els va permetre entrar a Cortona, Perusa i Arretium. La batalla de Longulae contra els samnites fou la més importants de les lliurades al sud-est. Tarquínia fou ocupada pels romans el 308 aC i obligada a cedir territoris i signar la pau; Volsinii (Volsínia), ciutat etrusca que s'havia unit a les altres ciutats, va oferir forta resistència però fou ocupada i en aquest cas annexionada. Etrúria es va sotmetre. El centre de la guerra va tornar al Samni.
Els romans es van imposar a Cerro Milello (prop de la vall d'Esèrnia); els romans van ocupar el país dels marruquins, i quasi van exterminar els eques revoltats. Boviànum fou ocupada per segona vegada per T. Minucius mentre Sora i Arpinum eren reintegrades al domini romà. El 304 aC els samnites van demanar la pau incondicional.
L'hegemonia romana a Campània fou reconeguda pels samnites i els samnites van haver de renunciar a futures expansions territorials i probablement van haver de renovar el tractat d'aliança amb Roma.

## Campanyes
Hi ha una cronologia detallada de la Segona Guerra Samnita segons Tit Livi

### 326 aC
Foren elegits consols Gai Peteli Libó Visol II i Luci Papiri Cursor Mugil·là. Es va establir una llei que prohibia als creditors esclavitzar a les persones pels seus deutes. Això s'havia originat en el jove Gai Publili que va suplicar a Luci Papiri per un deute que havia contret el seu pare i no solament no fou atès sinó que Papiri va insistir a respectar la llei i va fer rapar al jove al que va insultar i pegar i el va deixar al mig del carrer; el noi no va parar de queixar-se de la brutalitat de l'usurer i la gent del poble li va anar fent costat i va començar a córrer la veu i tothom li va donar suport i van marxar en manifestació cap al Fòrum i al Senat; els consols, davant l'aldarull, van considerar convenient convocar una reunió del senat i els senadors en entrar van passar pel costat del jove i van veure les marques de cops i de fuet; els senadors van decretar que cap home podria ser objecte de maltractaments o lligat amb ferros si no havia estat declarat abans culpable i que la garantia dels deutes en endavant serien els deus i no les persones.
Els lucans van trencar la seva aliança amb Roma, instigats per Tàrent, el que va provocar la inquietud dels senadors.
Els vestins es van aliar als samnites, que ja havien estat contra Roma el 327 aC ajudant a la revolta de Paleòpolis i Neàpolis.

### 325 aC
Foren elegits consols Luci Furi Camil i Dècim Juni Brut Esceva i la seva primera decisió fou comparèixer davant el senat per demanar el càstig dels vestins per evitar que altres nacions o estats (es pensava amb els marsis, els pelignes i els marruquins) pogueren seguir els seus passos. El senat va decidir la guerra que es va encomanar a Juni Brut, mentre Furi Camil era enviat al Samni, cadascun amb un exèrcit i van vigilar que les forces vestinies i samnites no es pogueren reunir. Furi es va posar malalt i va haver de deixar el comandament a Luci Papiri Cursor Mugil·là, consol l'any anterior, que, per instruccions del senat, fou nomenat dictador romà, amb Quint Fabi Màxim Rul·lià com a Magister Equitum.
El consol Brut va fer una campanya contra els vestins anant de victòria en victòria, assolant els camps, saquejant les granges, i derrotant l'enemic fins a una batalla principal en què els vestins foren completament derrotats amb fortes pèrdues per ambdues parts; llavors Brut va començar a atacar les ciutats emmurallades, començant per Cutina, els murs de la qual va escalar i va assaltar; va seguir Cínglia; les dues ciutats foren saquejades pels legionaris com a premi.

### 324 aC
El Dictador Lluci Papiri Cursor Mugil·là o Lucius Papirius Cursor Mugillanus i el Magister Equitum Quint Fabi Màxim Rul·lià o Quintus Fabius Maximus Rullianus es van distingir al camp de batalla. En aquest any els auspici no eren favorables i Papirius fou advertir per esperar uns auspicis millors; mentre se'n va anar a Roma i va deixar encarregat al seu Magister Equitum amb l'ordre de mantenir les posicions sense enfrontar-se a l'enemic mentre continuessin els mals auspicis, però no el va obeir i després d'uns preparatius va avançar cap a Imbrínium, capital d'un districte amb igual nom, on es va enfrontar amb les forces samnites, i va obtenir un èxit complet en el que va tenir una bona part el tribú militar Lucius Cominius. Uns vint mil samnites van morir. Tit Livi esmenta que algunes fonts diuen que foren dos i no una les batalles lliurades, ambdues guanyades pels romans, però els autors més antics només parlen d'una i alguns fins i tot no en fan cap esment. Es va fer un gran botí i es va capturar força material de guerra. Quintus Fabius Maximus Rullianus va enviar missatgers a anunciar la seva victòria al senat, i no al seu cap, el dictador; aquest no va desautoritzar de moment al seu general però després va canviar de parer i es va dirigir al senat per reclamar el càstig per la desobediència a fi i efecte de mantenir la dignitat del dictador; a tota velocitat es va dirigir al Samni, on ja s'havien rebut notícies que anava cap allí en actitud venjativa i ple de gelosia. Fabius Maximus va reunir a les tropes i les va preparar i quan va aparèixer el dictador que va iniciar mesures per castigar la insubordinació. Quasi es va produir un motí entre els soldats, que afavorien a Fabius; aquest va rebre l'ordre de presentar-se l'endemà però a la nit va sortir cap a Roma, i el seu pare Marius Fabius N. F. M. N. Ambustus, que havia estat consol tres vegades i havia estat també dictador, va convocar al Senat; en plena reunió va arribar Papirius Cursor que havia seguit a Fabius amb un grup de cavalleria, i va ordenar la detenció de Cursor. Fabius Ambustus va apel·lar llavors als tribuns del poble. El jove Fabius tenia el suport del senat, del poble, dels tribuns i de l'exèrcit absent, però el Dictador tenia la suprema autoritat segons era costum i en un discurs va deixar clar que si es permetia la desobediència, en endavant ja ningú creuria a ningú i la disciplina romana s'acabaria. Els tribuns llavors van veure que tenia raó i li van demanar clemència. Llavors el dictador el va declarar culpable i tot seguit va oferir un culpable com a regal al poble de Roma.
En absència del dictador i del Magister Equitum, els samnites van incrementar la seva activitat. El comandament l'exercia de manera provisional Marc Valeri; un atac a una columna d'aprovisionament samnita va ser un èxit però els caps foren castigats per desobediència, el que encara va decantar més els soldats contra el Dictador.
Papirius Cursor va deixar encarregat del comandament a Roma a Lucius Papirius Crassus, va prohibir qualsevol activitat al Magister Equitum, i va tornar al Samni on no feu ben rebut per les tropes. L'endemà les tropes van marxar contra l'enemic en ordre de batalla, amb la idea d'acabar la guerra aquell mateix dia. A la batalla els samnites van tenir molts mort i els romans molts ferits; el dictador va visitar als ferits i els va tractar amb consideració el que li va fer guanyar suports.
Quan l'exèrcit es va recuperar va presentar una nova batalla en la qual va obtenir una completa victòria que li va permetre avançar en totes direccions i es va saquejar arreu on es podia, sense que trobaren cap resistència, però van patir algunes emboscades; el dictador va ordenar que el botí fos pels soldats, i això va incitar més els soldats romans i els samnites van demanar la pau oferint subministraments pels soldats, guarniments i paga per un any. Papirius Cursor els va remetre al Senat i els samnites van contestar que el seguirien a Roma i confiarien la defensa de la seva causa al mateix dictador del que confiaven en el seu honor i rectitud. Els romans van retirar l'exèrcit del Samni i van tornar a Roma on Papirius Cursor va fer una entrada triomfal, i quan va presentar la renúncia al Senat aquest li va encarregar de dirigir les eleccions de consol. Foren elegits cònsols pel 323 aC, Caius Sulpicius Longus (segona vegada) i Quint Auli Cerretà (Quintus Aulius Cerretanus). Els samnites no van obtenir una pau permanent perquè no van estar d'acord en les condiciones, però van aconseguir una treva d'un any.

### 323 aC
Els samnites, confiant en què la renúncia del dictador Papiri Cursor suposava una disminució del poder romà, van trencar la treva aviat.
Els nous consols Caius Sulpicius Longus (segona vegada) i Quintus Aemilius Cerretanus es van haver d'enfrontar també als apulis. Es van enviar exèrcits tant contra els samnites com contra els apulis, el primer sota el comandament de Sulpicius, i el segon d'Aemilius. Samni i la Pulla foren recorreguts pels romans però no es va produir cap enfrontament amb els samnites o apulis.
El tribú del poble, Marc Flavi, va proposar castigar a Tusculum, que s'havia aliat a Velitrae i Privernum per fer la guerra contra Roma. Els tusculans llavors es van dirigir amb dones i criatures a Roma per implorar pietat i hi van arribar a la nit. Sense saber que passava es va donar l'alerta i el capitoli, la ciutadella, les muralles i les portes foren protegides amb soldats; al matí es va veure que es tractava dels tusculans que imploraven perdó, i la seva actitud va inspirar compassió al poble romà i totes les tribus van votar contra, menys la tribu Pòl·lia que va votar per matar a tots els mascles i vendre com esclaus a les dones i criatures

### 322 aC
Foren nomenats consols Quint Fabi Màxim Rul·lià o Quintus Fabius Maximus Rullianus i Lluci Fulvi Curv o Lucius Fulvius Curvus. La guerra al Samni fou la principal preocupació. Els samnites havien contractat mercenaris dels territoris veïns i quan aquest fet es va conèixer es va considerar convenient nomenar un dictador, càrrec que va recaure en Aulus Cornelius Cossus Arvina, que va nomenar a Marius Fabius M. F. N. N. Ambustus com a Magister Equitum. Van procedir al reclutament amb cura i van portar un bon exèrcit cap al Samni.
Una vegada allí van elegir un mal lloc per establir el seu campament. Els samnites estaven lluny però sobtadament a la nit van avançar i es van presentar a la vora dels romans i només la foscor va impedir l'atac, però a l'alba ja es va veure que estaven a punt per a la lluita. Arvina va decidir abandonar la posició en silenci deixant torxes per fer pensar a l'enemic que seguien allí, però els samnites se'n van adonar i la cavalleria els va atacar i els va conduir cap a posicions desfavorables; al mateix temps va avançar també la infanteria. Com que el dictador va veure que no podia fer sense gran pèrdues, va ordenar fer front als samnites allà on estaven, però amb la cavalleria samnita al damunt els romans ja no tenien temps de construir un camp. Els dos exèrcits van formar en línia de batalla i van xocar; els samnites atribuïen la retirada no a la mala posició del camp sinó a la por i estaven amb molta moral. Durant tot el dia els combats foren igualats i a la nits els soldats estaven exhausts; la cavalleria romana va intervenir, va derrotar a la cavalleria samnita i va atacar a la infanteria samnita pel darrere. Va ser impossible de resistir i milers de soldats foren morts, i els que van fugir foren massacrats per la cavalleria; entre els morts hi havia el comandant en cap samnita.
La batalla va trencar la resistència samnita i les ciutats van optar per la pau. Ara calia decidir si el càstig per la represa de la guerra cauria sobre els culpables o sobre tot el poble. El principal instigador havia estat Brutulus Papius, un aristòcrata de gran influència. Els pretors romans van emetre un decret ordenant a Papius de rendir-se i els presoners i botí fets pels romans havia de ser enviat a Roma. Papius es va suïcidar i els fecials van portar a Roma el seu cadàver i totes les seves propietats foren entregades a Roma. El senat va decretar el triomf del Dictador.
Tit Livi diu que segons alguns autors foren els dos consols els que van obtenir i celebrar el triomf, que el consol Fabius va fer una expedició a la Pulla on va fer més botí, i que el dictador Cornelius, que tots estan d'acord que fou dictador aquest any, potser només fou nomenat per donar el senyal d'inici de les carreres de carros, per la malaltia seriosa del pretor Lucius Plautius Venno, havent renunciat després d'això.

### 321 aC
Foren nomenats cònsols Tit Veturi Calví i Espuri Postumi Albí, que van dirigir la guerra al Samni. Els samnites estaven ara dirigits pel més competent general de la nació Gai Ponci, fill d'Herenni, el més capacitat home d'estat samnita. Pontius va establir el seu camp a la vora de Caudium i va enviar espies (disfressats de pastors) a Calàtia, on els consols havien establert el camp romà. Els mateixos pastors van ser interrogats pels romans i tots van dir el mateix: les forces samnites eren a la Pulla, atacant Lucèria; això havia de portar als romans cap a Lucèria que era la seva aliada, i per arribar-hi hi havia dos camins: un seguint la costa de la mar Adriàtica per país obert (que era la ruta més llarga) i una altra pel pas anomenat de les Forques Caudines, de fet dos passos estrets, fondos, amb turons a cada costa i una cadena continua de muntanyes però amb una plana d'herba al mig entre els dos passos. Les forces romanes van seguir aquesta darrera ruta i van passar el primer pas sense problema fins a arribar al segon, on foren aturats per una empallissada i atacats des de les altures amb pedres. Es van retirar ràpidament però en arribar al primer pas també el van trobar tallat i van quedar rodejats d'enemics i sense saber que fer.
Tampoc els samnites es decidien a l'atac. Ponci va escriure al seu pare Herenni per demanar el seu consell. Herenni va dir que s'havia de deixar sortir als romans lliurement, sense fer res però el consell fou rebutjat i se li va demanar una altra possibilitat; llavors la seva resposta fou que matessin a tots els romans; convidat al camp samnita a explicar aquests dos consells tan contradictoris, Herenni va dir que el primer asseguraria la pau i amistat amb Roma; i el segon retardaria la derrota final samnita per alguns anys. Després de discutir, cap de les dos opcions fou adoptada.
Els romans mentre, després d'alguns intents de trencar el setge, van enviar emissaris als samnites demanant la pau o la batalla. Ponci va dir que la guerra estava acabada i que els romans havien de reconèixer la seva posició i si volien salvar-se havien d'entregar les armes i passar sota el jou. La resta de condicions eren: evacuació del Samni i de les colònies romanes de Cales i Fregellae (fetes violant els acords) i un tractat d'amistat entre dos estats sobirans. Els cònsols romangueren sense paraules en conèixer les propostes. Luci Corneli Lèntul, el més veterà dels oficials de l'estat major, va proposar acceptar les condicions, però van deixar clar que el tractat final no tindria força fins que es revestís de tot el cerimonial: aprovació del senat i intervenció dels fecials. Com que la signatura es retardaria, 600 cavallers van haver de ser entregats com a ostatges, responent amb les seves vides en cas que els termes de la capitulació no es respectaren.
Finalment l'exèrcit va haver d'entregar les armes i passar desarmats sota el jou, rebent els insults de l'enemic, podent així retornar a Roma. Els consols, mig despullats, foren els primers a passar, i els darrers els legionaris. La nit del mateix dia l'exèrcit derrotat va arribar prop de Càpua, ciutat a la que van ser rebuts i se'ls va donar tot el possible, provisions, robes, armes i als consols noves insígnies, essent rebuts pel senat local.

### 320 aC
L'hivern del 321 al 320 aC el Senat romà discutí el tractat amb els samnites. El vell senador Ofil·li Calavi, d'una família destacada de Càpua (fill del senador Ovi Calavi) i amb una carrera important, va criticar l'actuació dels generals que havien signat l'acord i fins i tot als soldats, de qui digué que no serien admesos a la ciutat. Així i tot, a l'arribada dels soldats, els romans se'n van apiadar i els van rebre, de nit, i passaren a les seves llars sense poder sortir durant uns dies cap al Fòrum. Els cònsols van refusar exercir les seves funcions per vergonya llevat d'un d'ells, que va nomenar un dictador per dirigir les eleccions, càrrec que va recaure en Quint Fabi Ambust i amb Publi Eli Pet com a magister equitum. Aquests nomenaments, però, hom els considerà irregulars, i els van substituir Marc Emili Pap com a dictador i Luci Valeri Flac com a magister equitum. Però a aquests hom tampoc no els permeté de conduir les eleccions, cosa que denota el malestar del poble amb els magistrats en general, i la direcció de la república va ser transferida a l'interrex Quint Fabi Màxim Rul·lià i tot seguit a Marc Valeri Corvus, que va ser qui finalment va dirigir les eleccions dels cònsols.
Quint Publili Filó i Luci Papiri Cursor Mugil·là, considerats els millors generals del seu temps, foren elegits cònsols amb general aprovació. El mateix dia de l'elecció van entrar en funcions per decret del senat. Després de les cerimònies protocol·làries es van posar a la feina sobre la capitulació de les Forques Caudines. Publili, cònsol a qui corresponia la presidència, va cridar a parlar Espuri Postumi, el cònsol derrotat, qui va assumir la responsabilitat de la desgràcia, però va assegurar que la pau no es va fer en nom del poble romà i va demanar la represa de la guerra, però sense passar les fronteres fins a anul·lar les obligacions contretes al tractat garantit pels mateixos cònsols. Els tribuns del poble Luci Livi i Quint Meli van protestar, però finalment van retirar les objeccions, i Postumius va fer un excel·lent discurs, recomanant la guerra i rebutjant que els compromisos contrets foren legals i vinculessin els déus i tot el poble. Postumi i Veturi Calví, van resignar el seu càrrec i van ser posats a disposició dels fecials i conduïts amb la resta de garants a Caudium, per esser lliurats als samnites. El sacrifici dels cònsols va permetre doncs al Senat rebutjar el tractat.

Tot seguit es va iniciar l'allistament de voluntaris per la guerra i es van formar nou legions (a part de les tropes que s'havien salvat) i l'exèrcit va sortir cap a Caudium. Els fecials van entrar a la cambra del consell samnita on estava assegut Gai Ponci Hereni, a qui van explicar que els consols havien estat culpables d'un crim per comprometre una pau que no podia ser acceptada, i per això els entregaven, lliurant així de la culpa a Roma. Llavors Postumius es va declarar ciutadà samnita i va acostar el ganivet al fecial i el va ferir lleument, cosa per la qual els romans van al·legar violació dels drets d'un fecial (que eren inviolables com a missatgers a la guerra) i que encara tenia més força la seva decisió de reprendre la guerra. Ponci va demanar a Postumius perquè ofenia als déus i cancel·lava l'acord i trencava la seva paraula i perquè recorria a ferir a un fecial com a ciutadà samnita per fer la guerra. Finalment els samnites van deixar lliures als romans, simbolitzant que no acceptaven el trencament de la seva paraula, però els romans van considerar que això els alliberava dels seus compromisos.
Llavors es va revoltar la ciutat de Satricum contra els romans; els samnites a la mateixa nit es van dirigir a Fregellae i la van ocupar amb ajut dels satricans. Els romans la van reconquerir.
El consol Papirius va marxar cap a la Pulla, fins a Lucèria, on es trobaven els cavallers romans deixat com a ostatges després de la derrota de les Forques Caudines. Publilius va romandre al Samni, i els samnites no es van decidir sobre si marxar a Lucèria o quedar-se per fer front a un atac de Publilius. Això va permetre a Papiri Cursor assetjar-la. Els samnites van decidir arriscar a una batalla amb Publilius, però foren derrotats i dispersats cap a la Pulla fins a Lucèria on la seva derrota es va completar. L'exèrcit de Papiri, mancat de subministraments, va haver de marxar cap a la costa i va arribar a Arpi (Argos Hippium o Argyria, prop de la moderna Foggia) ciutat que els va donar aprovisionament, i els samnites es van haver de limitar a atacs de guerrilla als districtes costaners. L'arribada de l'exèrcit de Publilius va suposar el reforçament del setge de Lucèria i els samnites es van concentrar a combatre a Papiri. Llavors una delegació dels tarentins va reclamar la pau entre ambdues parts; els samnites buscaven el suport de Tàrent, però els romans no van fer cas de la delegació i van continuar el setge, i la guarnició samnita aviat es va veure abocada a la fam i va demanar la retirada romana a canvi dels 600 ostatges que tenien (els cavallers romans deixats com a ostatges després de les Forques Caudines). Els romans no van acceptar i van imposar la rendició de la ciutat i que els 700 samnites de guarnició sortiren i passessin sota el jou; així es va fer i els romans van obtenir un gran botí (incloent-hi armes i estendards capturats a la batalla del 320 aC) i van recuperar els seus 600 ostatges de les Forques Caudines. Livi atribueix la conquesta Luci Corneli Lèntul en condició de dictador i amb Papiri Cursor com a Magister Equitum Livi no està segur de si Papiri Cursor fou rellegit per tercera vegada consol l'any següent, pel seu èxit a la batalla, juntament amb Quint Auli Corretà (Quintus Aulius Corretanus, que exercia el càrrec per segona vegada) o bé el consol del 319 aC fou Luci Papiri Cursor Mugil·là (esmentat com Lucius Papirius Mugillanus) 

### 319 aC
Els romans continuen la guerra contra els frentans als que van derrotar en un sola batalla. Els frentans van abandonar la seva ciutat i van donar ostatges al consol Quintus Aulius Corretanus. L'altre consol, Lucius Papirius Cursor Mugillanus, va derrotar els sutricans que van demanar la pau. El consol va exigir l'entrega de la guarnició samnita o bé els matessin a tots. La gent de Sutricum va explicar que no podien derrotar a la forta guarnició samnita ben armada. El senat local estava dividit entre els partidaris dels samnites i els de Roma però ambdues faccions es van posar d'acord per demanar la pau a qualsevol preu. Finalment, com que la guarnició samnita no estava preparada per resistir un setge, va intentar abandonar la ciutat de nit i la facció proromana va obrir les portes a les legions assetjants. Els samnites foren atacats als boscos de la rodalia quan ja la ciutat havia estat ocupada. El consol va ordenar investigar qui havien estat els autors de la revolta i els considerats culpables foren executats. Els ciutadans foren privats d'armes i una guarnició romana es va establir a la ciutat.
Després de la caiguda de Sutricum, Papirius va tornar a Roma per celebrar el triomf.

### 318 aC
Marc Fosli Faccinator (Marcus Foslius Flaccinator) i Lluci Plauti Venox (Lucius Plautius Venox o Venno) foren designats consols el 318 aC. Diverses ciutats samnites van demanar tractats amb Roma, i les seves delegacions, quan eren admeses, es postraven humildement, el que va fer que el senat els dones tracte de favor i foren enviades a les assemblees, que no els va voler atorgar cap tractat, però finalment, després de molts dies i moltes súpliques i la mediació de ciutadans privats, se'ls va acordar una treva de dos anys. Teanum i Canusium, a la Pulla, també van oferir a Lucius Plautius alguns ostatges i la rendició, a canvi de no patir més saquejos. Aquests tractats van suposar de fet el final de la primera guerra samnita.

### 317 aC
Foren nomenats consols, Gai Juni Bubulc Brut (Gaius o Caius Iunius Bubulcus Brutus) i Quint Emili Barbula (Quintus Aemilius Barbula).
A Càpua, a petició de la ciutat, que com tota la Campània estava desorganitzada i sotmesa a discòrdies civils, es va nomenar per primer cop prefectes, i el pretor Lucius Furius Camillus va donar a la ciutat un codi de lleis (317 aC) i es van formar dos noves tribus romanes: la Ufentina (ufentins) i la Falèrnia (els falernians).
La ciutat de Teate, a la Pulla, va enviar als consols una delegació per fer la pau que es va signar entre la ciutat, com estat, i Roma. Teate va reconèixer la sobirania romana. Mentre Junius Bubulcus va ocupar Forentum a Lucània i va avançar per la regió. El consol Barbula va ocupar la ciutat de Nerulum per sorpresa. Els efectes de la dominació romana a Càpua es van fer aviat evidents i els antiats (habitants d'Antium, colònia romana) van demanar també obtenir un codi de lleis i magistratures regulars; els patrons de la colònia foren encarregats pel senat per establir un sistema legal.

### 316 aC
En acabar el seu mandat els consols sortints Gai Juni Bubulc Brut (Gaius Iunius Bubulcus Brutus) i Quint Emili Barbula (Quintus Aemilius Barbula) no van entregar el comandament de les legions als nous consols elegits (Spurius Nautius Rutilus i Marcus Popilius Laenas) sinó a un dictador, Lucius Aemilius Mamercinus Privernas. Aquest va designar a M. Fulvius com a Magister Equitum, i va atacar Saticula i els samnites van aprofitar l'atac per reprendre les hostilitats. Un important exèrcit samnita es va dirigir a aixecar el setge mentre els saticulans van fer algunes sortides que els romans va resistir bé mercès a les instruccions del dictador Mamercinus, fins que van poder fer retornar als atacants darrere les muralles. El setge va durar fins a l'any següent. Els romans derroten l'exèrcit samnita que pretenia ajudar els assetjats de Saticula. Els samnites van atacar però foren rebutjats cap al seu camp, que a la nit van abandonar en desordre. En la seva marxa en retirada van assetjar Plistica, ciutat aliada de Roma.

### 315 aC
Fou designat dictador Quint Fabi Màxim Rul·lià (Quintus Fabius Maximus Rullianus) que va marxar cap a Saticula mentre els consols de l'any (Quint Publili Filó o Quintus Publilius Philo i Lluci Papiri Cursor Mugil·là o Lucius Papirius Cursor Mugillanus, igual que havien fet els de l'any anterior, van romandre a Roma. Els samnites es van retirar de Plistica i es van dirigir amb noves forces cap a Saticula; el dictador es va presentar també a aquesta ciutat amb reforços. Els samnites van fer diversos atacs de distracció als que el dictador no va donar importància i es va limitar a reforçar les defenses.
Els samnites van atacar dia darrere dia però finalment el Magister Equitum Quintus Aulius Corretanus, sense permís del seu superior, va atacar el camp samnita amb fúria, amb totes les seves forces de cavalleria, i els va expulsar del camp. Tant el comandant samnita com Aulius van morir en la batalla. El germà d'Aulius va venjar la seva mort. El cos d'Aulius va poder ser rescatat i els samnites van aixecar el camp i es van dirigir altre cop a assetjar Plistica. Pocs dies després Saticula es va rendir però els samnites van assaltar i prendre Plistica.
Les legions es van dirigir llavors des del Samni i la Pulla cap a Sora, ciutat poblada per volscs on hi havia establerta una colònia romana, que s'havia revoltat contra els romans i havia matat als colons. Els samnites també van marxar cap a la zona i els dos exèrcits es van trobar prop de la ciutat, a Lautulae o Ad Lautulas, un pas de muntanya entre Tarracina i Fundi, pas que era fàcilment defensable. La batalla no va tenir un resultat clar i molt possiblement fou desfavorable pels romans.
El nou Magister Equitum, C. Fabius, que havia sortit de Roma amb l'exèrcit de refresc, va establir posició allí on li va ordenar el dictador Rullianus. Aquest es va tancar al seu camp com si esperes un setge i quan al cap d'uns dies el samnites el van atacar, va arribar Fabius amb les tropes de refresc i els va derrotar. El camp samnita fou capturat. Els samnites es van disperses per tots els vents. El camp fou saquejat. El camp romà va patir minses destruccions. L'exèrcit romà es va dirigir llavors cap a Sora, la ciutat-colònia revoltada contra Roma.

### 314 aC
Foren nomenats consols Marcus Poetilius Libo i Caius Sulpicius Longus als que el dictador Fabius va entregar el comandament de les legions. La ciutat de Sora era difícil de prendre (calia reduir-la per la fam) i un atac era molt arriscat. Un desertor de la ciutat es va oferir als romans per facilitar l'entrada. En primer lloc els romans van aixecar el camp, sota els murs de la ciutat, a uns 10 km, per disminuir la vigilància. Algunes cohorts es van amagar a les zones boscoses properes a la ciutat. Deu soldats van ser introduïts pel traïdor i es van apoderar de la ciutadella, provocant un tumult de distracció. Els magistrats locals en assabentar-se que la ciutadella havia estat presa, i suposant que els romans eren molts, van ordenar la fugida de la ciutat, però al sortir foren sorpreses per les cohorts amagades al bosc. 225 ciutadans considerats instigadors de la revolta, foren carregats de cadenes i portats a Roma; una guarnició es va establir a la ciutat.
Després de Sora, els consols van portar la guerra a Ausònia que fou posada sota poder de Roma mercès a la defecció de part dels seus habitants del bàndol samnita. A Ausona, Menturnae, i Vescia una dotzena de joves de les millors famílies es van passar als romans i van aconsellar a aquestos d'establir camps prop de les ciutats per poder-les ocupar. Alguns romans es van infiltrar a les ciutats amb l'ajut dels traïdor, i a un senyal convingut van obrir les portes; les tres ciutats foren fàcilment ocupades; però els romans van quasi exterminar a la nació dels àusons.
Al mateix temps la guarnició romana a Lucèria fou atacada a traïció i els samnites es van tornar a apoderar de la ciutat. Un exèrcit romà i fou enviat i la ciutat conquerida al primer assalt; molts ciutadans i els soldats samnites foren executats. Fins i tot quan es va discutir la sort de la ciutat (enviar-hi una colònia o destruir-la) el senat va restar dividit, però finalment l'opció d'enviar nous colons (2500) va prevaldre. També entre els notables de Càpua es van organitzar complots contra Roma i el senat va obrir una cort d'investigació i  Gai Meni (Caius Maenius) fou nomenat dictador per conduir el procediment (Marcus Foslius Flaccinator fou nomenat Magister Equitum) però els principals conspiradors de la família Calavii, Ovius Calavius i Novius Calavius, es van escapar de la condemna amb un suposat suïcidi, i la investigació es va dirigir llavors a possibles còmplices a Roma. Maenius va investigar àmpliament i va insistir que la seva autoritat com a jutge era il·limitada. Homes de famílies destacades foren inculpats sense poder apel·lar als tribuns del poble. El dictador va aparèixer llavors com el cap d'un acte polític de revenja i va desfermar poderoses forces en contra, fins que va haver de dimitir per fer front a l'acusació de traïció. El Magister Equitum el va acompanyar. Foren jutjats juntament amb els consols i altres personalitats (incloent-hi Quintus Publilius Philo) però declarats innocents.
Corrien rumors d'una revolta a Campània que havia estat ja organitzada secretament. Els samnites li van donar suport i es van replegar de la Pulla cap a Caudium, des on podien anar fàcilment a Càpua. Els consols Marcus Poetilius Libo i Caius Sulpicius Longus van marxar en direcció a Caudium amb un fort exèrcit i per un temps les forces romanes i les samnites es van trobar oposades, però una a cada costat de les Forques Caudines. Finalment els samnites van fer un tomb i es van presentar a les planes de Campània i finalment els dos exèrcits es van albirar. Es van produir nombroses escaramusses, la majoria portades a terme per forces de cavalleria. Els samnites van col·locar les seves forces de cavalleria als dos flancs de l'exèrcit per protegir el camp mes que per participar en la batalla, el pes de la qual havia de dur a terme la infanteria. Al costat romà el consol Sulpicius va assolir el comandament de l'ala dreta i Poetilius el de l'esquerra. L'ala esquerra samnita fou desbrodada per una maniobra de Poetilius que sobtadament va posar en combat a les cohorts de la reserva, i tot seguit va carregar contra els samnites amb totes les forces; la cavalleria samnita va haver d'anar en suport de la infanteria però la cavalleria romana li va barrar el pas i va posar a cavalleria i infanteria samnites en plena confusió fins que es van retirar. Sulpicius es va enfrontar a l'ala dreta dels samnites, que no sols li van aguantar l'avanç, sinó que el van rebutjar; 1200 cavallers romans van haver d'ajudar a Sulpicius que llavors es va poder imposar; els samnites es van també retirar a la part dreta, i molts foren fets presoners o van morir; una part dels samnites es va escapar cap a Malaventum (Benevent). Les cròniques diuen que les baixes samnites foren de trenta mil homes, incloent-hi morts, ferits i presoners.
Tot seguit els cònsols van avançar cap a Boviànum que van atacar hi van romandre allí fins a l'hivern.

### 313 aC
Lucius Papirius Cursor Mugillanus i Caius Iunius Bubulcus Brutus foren nomenats consols per l'any (el primer per cinquena vegada i el segon, per segona) i Caius Poetilius Libo II fou nomenat dictador amb Marcus Foslius Flaccinator com a Magister Equitum. Estant els romans a Boviànum es van assabentar que la ciutadella de Fregellae havia estat capturada pels samnites, i llavors van aixecar el setge de Boviànum I es van dirigir cap a Fregellae que van reconquerir sense lluita, ja que fou evacuada pels samnites la nit abans; van deixar al lloc una forta guarnició i van retornar a Campània amb l'objectiu d'ocupar Nola; quan es van acostar a aquesta ciutat la població es va retirar darrere els murs; els romans van destruir totes les edificacions i suburbis (que eren nombrosos) per acostar-se més fàcilment a la ciutat, i finalment Nola fou ocupada. Seguidament foren ocupades Atina i Calàtia. Els romans van establir colònies a Suessa (antiga ciutats dels auruncs) i Pòntia (illa habitada pels volscs). El Senat tanmateix va autoritzar una colònia a Interamna que no es va fer fins als consols següents.
La Guerra estava quasi al seu final, ja que for a dels gals cap més poble podia inquietar a Roma.

### 312 aC
Foren nomenats consols per l'any Marcus Valerius Maximus Corrinus i Publius Decius Mus. El càrrec de censor va recaure en Api Claudi Cec (Appius Claudius Caecus) constructor de la Via Àpia i de l'aqüeducte Api (Aqua Claudia). Api va revisar les llistes senatorials i va omplir les vacants amb cavallers provinents de fora de la classe senatorial, contra el parer del seu col·lega Caius Plautius Proculus (o Caius Plautus, en català Gai Plauci Pròcul).
Els nous consols van enviar 4000 colons a Interamna.
El consol Corrinus es va quedar al Samni mentre el consol Decius es va quedar a Roma afectat per una seriosa malaltia. Per aquesta circumstància, davant d'un possible atac dels gals i etruscs per la part d'Etrúria, i a petició del mateix Decius, fou nomenat Caius Iunius Bubulcus Brutus com a Dictador. El dictador va mobilitzar a tots els homes hàbils i va preparar les armes, però no va actuar mentre l'enemic no fes el primer pas. Els etruscs estaven fent preparatius de guerra però tampoc van fer cap moviment ofensiu.

### 311 aC
Foren nomenats consols Caius Iunius Bubulcus Brutus (tercera vegada) i Quintus Aemilius Barbula (segona vegada). Al començament de l'exercici del càrrec van interpolar a l'assemblea un queixa per la manera en què s'havien cobert les vacants del senat i van acusar Api Claudi de fer els nomenaments per guanyar popularitat. D'altra banda, per acontentar al poble, a proposta dels tribus del poble Lucius Atilius i Caius Marcius es van crear un càrrec militar reservat a la plebs: el de tribú militar, del que en foren nomenats 16 per les 4 legions (nomenament que feia el poble als comicis però que en realitat eren cooptats primer pels consols o pels dictadors).
Seguint l'exemple del censor Api Claudi, la família dels Potitii que tenia el dret de cerimònies a l'Ava Maxima d'Hèrcules, va traspassar aquesta feina a alguns servidors del temple i la llegenda diu que tots els Potitii havien mort tots al cap d'un any. El mateix Api fou aparentment castigat amb la ceguesa per la seva manca de culte als déus i fou conegut amb el sobrenom de "Caecus" (Cec).
A proposta del tribu del poble Marcus Decius es va crear també un altre càrrec militar pel poble: el de comissionat naval; teòricament el poble nomenava a dos encarregats de l'equipament de la flota.
En aquest any els censors Api Claudi i Caius Plautius van prohibir als musics de flauta celebrar el seu banquet anyal al temple de Júpiter, privilegi que gaudien des temps molt antics; els afectats es van dirigir a Tibur i cap d'ells va anar a la ciutat a fer els sacrificis religiosos; el senat va enviar missatgers a Tibur i els va convidar a tornar a Roma. Els tiburtins havien convidat als musics al seu senat on es trobaven quan van rebre els missatgers. Al no acceptar de tornar els tiburtins els van convidar a les cases particulars amb l'excusa de tocar musica i els van emborratxar i quan van estar quasi adormits els van enviar a Roma en carros; van passar la nit als carros aturats al fòrum; al despertar-se el poble els rodejava i els convidava a romandre a Roma i se'ls va concedir en compensació el privilegi de sortir cada any durant tres dies amb vestits llargs i mascares, cantant i tocant. El dret del banquet al temple de Júpiter es va reconèixer només als que havien tocat allí en ocasions solemnes.
Preparats per la guerra, el consol Iunius fou encarregat dels samnites, i el consol Aemilius dels etruscs. La ciutat de Clúvia, on els romans tenien una guarnició, havia rebutjat els atacs samnites, però es va haver de rendir per la gana, i els soldats romans foren fuetejats i després executats. Un dia després Iunius es va presentar davant Clúvia i la va assaltar, ocupant-la amb certa facilitat, matant a tots els mascles samnites; d'allí va passar a Boviànum, capital dels samnites anomenats pentris; el permís als soldats per saquejar la ciutat, suposadament força rica, va facilitar la seva conquesta després de força temps de setges temporals. La ciutat fou saquejada i es va fer més botí allí sol que a la resta del Samni, però els habitants van salvar la vida; el botí fou donat als soldats.
Alguns desertors o presoners van parlar als romans d'uns prats on s'havia reunit als ramats. Els consols es van dirigir a la zona, però els samnites ho havien previst i van establir les seves forces als dos costats del camí cap a aquell lloc i quan van arribar els romans van sortir sobtadament i els van atacar; la sorpresa els va afavorir, però aviat els romans es van refer, i amb disciplina i experiència van derrotar els samnites i els van causar unes vint mil baixes, fent-se a més a més amb els ramats.
Els samnites estaven derrotats del tot però llavors les ciutats dels etruscs (menys Arretium) es van posar en peu de guerra contra Roma i van iniciar el combat. El primer atac fou contra Sutrium, ciutat aliada de Roma. Aemilius es va dirigir a la regió i els dos exèrcits es van enfrontar a la vora de la ciutat; els etruscs eren més nombrosos però els romans estaven millor organitzats; l'arribada de la reserva romana va decidir la batalla, ja que els etruscs no tenien reserves; els etruscs es van retirar al capvespre i a la nit els dos exèrcits van retornar als seus camps. Les baixes etrusques foren importants o les forces que restaren amb prou feines podien defensar el seu camp, però ja no es van produir més combats perquè al bàndol romà els morts no foren tants però els ferits foren molt nombrosos.

### 310 aC
Foren elegits consols per l'any Quintus Fabius Maximus Rullianus i Caius Marcius Rutilus Censorinus. El primer va agafar el comandament a Sutrium on va portar reforços des de Roma. Els etruscs també van aixecar un altre exèrcit i el van enviar a Sutrium en suport dels assetjants.
El tribú del poble Publius Sempronius va iniciar una acció per limitar la magistratura de censor a un període efectiu de 18 mesos. Aquesta mesura no era a favor del poble ni raonable, ja que amb tan poc temps els censors no podien fer grans obres, però si de la justícia, perquè evitava corrupcions. Degut a l'actuació d'Api Claudi al Senat, aquest s'havia fet enemics i el tribú va obtenir el suport del poble i de l'aristocràcia i va recordar que el dictador Mamercus Aemilius (454 aC?) ja havia promulgat la llei Emília (Aemilia Lex) que la limitava a 18 mesos perquè la censura no esdevingués despòtica i tirànica, tot i que feia molt de temps que no s'aplicava. Al començament de l'any va acabar el període dels censors Api Claudi i Caius Plautius, i aquest darrer va dimitir, però Api va romandre sol al càrrec i va refusar renunciar fins a acabar l'aqüeducte (que havia començat Plautius i s'havia de dir Aqua Plauta). Al·legava Api Claudi que la limitació del període no l'afectava, ja que les disposicions de Mamercus Aemilus sobre la censura no havien esdevingut llei permanent i afectava només els censors pels quals fou promulgada (C. Furius i M. Geganius), i ja no tenia efecte sobre tots els censors posteriors que eren designats pels comicis el que suposava que la votació (que en el seu cas s'havia fet per 5 anys com era costum) anul·lava la llei, ja que quan dos lleis entraven en contradicció la darrera anul·lava l'anterior. En tot cas no hi havia precedents d'un censor que exercís el càrrec sol, i sempre que un dels censors havia mort, el que restava havia agafat un col·lega, però això no estava previst per cap llei, era només costum (no era possible legalment elegir només un censor als comicis). El tribú Sempronius va fer detenir a Api Claudi però aquest va demanar la protecció dels tribuns i tot i que Sempronius va obtenir el suport de sis col·legues, els altres tres van vetar el procediment contra el censor i aquest va poder seguir exercint com a censor en solitari en mig d'una general hostilitat.
El consol Fabius va arribar amb les seves forces a Sutrium i es va trobar amb l'exèrcit enemic que assetjava la ciutat, el qual era més nombrós. Els etruscs es van confiar en la seva superioritat numèrica i en canvi Fabius agafava posicions estratègiques millors amb dos ales protegides per formacions rocoses i un front principal. Els hastats (hastati) i els prínceps (princeps) romans es van finalment imposar i van dispersar als etruscs que foren perseguits per la cavalleria romana. Molts etruscs estaven ferits i altres desarmats (havien perdut les seves armes a la fugida) i es van refugiar al Bosc Cimini (Ciminius Silva) on els romans van fer una carnisseria, matant milers d'etruscs. Foren capturats 38 estendards i un gran boti fou fet al campament principal. Es va discutir encara si seguir empaitant als fugitius.
Després els romans van travessar el bosc (que mai havia estat creuat pels romans ni tan sols per mercaders) i van avançar cap a Camerinum; els soldats van saquejar diversos llogarets i les terres etrusques. Una delegació de cinc membres enviada pel Senat, formada per dos tribuns del poble, es va presentar a Fabius per ordenar que no creues el bosc, cosa que era considerat un mal auguri pels romans, però van arribar massa tard i només van poder retornar a Roma per informar de la victòria.
Els saquejos romans van produir un efecte de resistència entre els etruscs de la regió de les muntanyes Ciminies, a Etrúria i a Úmbria. L'altra exèrcit etrusc que s'havia aixecat, que no havia arribat encara a Sutrium, va avançar ara en ordre disposat a combatre, i es va aturar prop dels romans que van refusar el combat; els comandants romans van ordenar repartir les racions de menjar i mantenir-se ferms davant l'enemic a qualsevol hora. Al capvespre el comandant romà va arengar als seus i va elogiar als samnites i menysprear als etruscs en el combat; no hi havia cap més exèrcit romà de reserva. Abans de l'alba es va iniciar el combat amb un atac romà al camp enemic que fou agafat desprevingut i molts no van poder agafar ni les armes, i els que ho van poder fer foren derrotats; els romans els van perseguir i la major part dels etruscs es va refugiar als boscos; el campament fou pres pels romans i l'or i la plata que s'hi va trobar fou entregat al consol i la resta del botí fou pels soldats. Entre morts i presoners els etruscs van tenir 60.000 baixes. Aquesta fou la segona part de la batalla de la Silva Ciminius, que va suposar un gran triomf romà i es va lliurar segons molts autors prop de Perusa y que després de la victòria, Perusia, Cortona i Arretium, els tres principals estats etruscs, van demanar la pau a Roma. Una treva per trenta anys els fou atorgada pel senat.
Mentre passava això a Etrúria, l'altra consol C. Marcius Rutilus, va conquerir Allifae als samnites així com altres punts fortificats i llogarets, que en general foren destruïts o severament damnats.
El Prefecte marítim, Publi Cornelius, es va dirigir amb la flota Romana cap a Campània i va ancorar a Pompeii on va desembarcar i des allí va passar a territori de Nuceria Alfaterna que va assolar. Després va seguir més cap a l'interior amb desig de saquejar i fer botí, el que va aixecar els habitants de les regions que creuava en contra seu. Mentre avançaven no trobaven resistència però a la tornada foren emboscats per camperols que els van prendre tot el botí; els romans van tenir forces baixes, i els que es van escapar es van dirigir cap als vaixells.
Coneguda pels samnites la notícia de què els romans havien creuat el bosc Cimini, van considerar que això era de bona sort per ells i que els romans trobarien més enllà del bosc mai abans franquejat, el seu final; però més tard, amb la victòria romana, van haver de deixar aquestes especulacions i dedicar-se a combatre a Marcius i si aquest no els donava ocasió de combatre, marxar cap a Etrúria pel país dels marsis i els sabins. Marcius va avançar contra ells i es va lliurar una batalla que no va tenir resultat decisiu i cap part es va poder donar per guanyadora, si bé es pensa que la pitjor part se la van endur els romans, que van perdre alguns cavallers (membres de l'ordre eqüestre) i alguns tribus militars, i Marcius mateix fou ferit. Les notícies sobre això, que van arribar a Roma exagerades, van alarmar al Senat que va nomenar un dictador. Per el càrrec es va proposar a Lluci Papiri Cursor (Lucius Papirius Cursor Mugillanus) que a partir d'aquell moment, segurament ja avançat l'any, seria considerat el general en cap.
Abans de nomenar-lo calia notificar-ho als consols. Com que no es va poder enviar un missatger al Samni perquè tot el país era hostil, el senat va tardar a saber que Marcius restava viu, i aquesta notificació no es va poder fer; l'altra consol, Fabius, era rival de Cursor i el senat li va enviar una delegació amb diverses persones de rang consular que havien d'usar la seva influència per demanar al consol que oblidés la seva enemistat amb Cursor en bé de la pàtria. Fabius, després d'escoltar als missatgers amb els ull perduts, es va retirar sense dir paraula. A la mitjanit (com era tradició) Papiri Cursor fou proclamat dictador. Fabius va fer avinent que li havia costat molt controlar-se i quan una delegació li va anar a agrair el seu silenci d'hores abans, va explotar i els va fer fora.
Papiri va nomenar com a Magister Equitum a Gai Juni Bubulc Brut. La proclamació dels càrrecs fou sotmesa a les curies. Però uns mals auspicis van impedir registrar el nomenament: tocava votar primer a la Cúria Faucia i sempre que aquesta cúria havia votat primer havien passat desastres (la conquesta de la ciutat de Roma pels gals, i la derrota de les Forques Caudines). Encara un tercer desastre, la massacra de Cremera, fou indicada per l'historiador Gai Licini Macer. Així doncs era impossible la votació que es va ajornar l'endemà quan es van fer nous auspicis i finalment el dictador fou investit dels seus poders. Cursor va agafar les legions que eren a la regió Cimínia i les va portar a Longula on va agafar el comandament de les altres tropes dels consols, i amb la força unificada va sortir al camp.

### 309 aC
El càrrec dels consols Quintus Fabius Maximus Rullianus i Caius Marcius Rutilus fou allargat un any al costat del dictador Cursor. Els samnites no van fer cap pas per enfrontar-se a l'exèrcit de Cursor.
Mentre a Úmbria els romans es van enfrontar als umbres als que van derrotar sense causar grans pèrdues. A la vora del Llac Vadimonis es va concentrar l'exèrcit etrusc que s'havia aixecat segons la llei sagrada en la que cada home agafava un camarada, i que per això era més nombrós que mai i mostrava un esperit superior als anteriors exèrcits. La batalla for acarnissada; les primeres línies van quedar exterminades i van entrar les segones línies, i finalment les reserves; la intervenció de la cavalleria romana va ser decisiva i va trencar la resistència etrusca, i finalment els romans en van sortir victoriosos. La major part de l'exèrcit va morir i el seu campament fou ocupat pels romans i saquejat.
Els samnites continuaven els seus preparatius de guerra; les forces samnites es van equipar degudament i es van dividir en dos seccions, una amb els escuts adornats de plata i una altra d'or. Cursor es va situar enfront dels samnites, agafant el comandament de l'ala dreta romana, i deixant el de l'ala esquerra al Magister Equitum, Iunius Bubulcus. Només començar la lluita Cursor i Iunius Bubulcus es van disputar qui seria el primer de trencar les línies enemigues. Aquesta competència va afavorir encara mes als romans que van derrotar completament als samnites que es van dispersar, i el seu camp fou ocupat i cremat al capvespre. El senat va decretar un triomf pel Dictador Cursor si bé una part important de la victòria fou atribuïda als generals de rang consular Publius Decius Mus i Marcus Valerius Corvus
En aquest any la ciutat de Perúsia va trencar la treva. El consol Fabius va lliurar batalla y va derrotar les forces de la ciutat prop de la ciutat, i l'haguera conquerit però una delegació del govern local fou enviada a Fabius per demanar la pau. Els romans van establir una guarnició a Perúsia, i tot seguit diverses ciutats estats d'Etrúria van enviar delegacions al consol per demanar l'establiment de relacions amistoses; les delegacions foren enviades al Senat de Roma, que ho va acceptar. Fabius va entrar en processó triomfal a la capital. Els grans triomfadors sobre els samnites, Publius Decius Mus y Marcus Valerius Corvus, foren tot seguit escollits quasi per unanimitat per l'any següent un com a consol i l'altre com a pretor (Valerius ocupava aquest càrrec per quarta vegada). El consol Quintus Fabius Maximus Rullianus fou nomenat altra vegada com a consol suposadament com a compensació per haver estat sobrepassat l'any anterior pel dictador tot i la seva brillant victòria al Bosc Cimini.

### 308 aC
Els dos consols van arreglar els seus respectius comandaments, amb Decius a Etrúria i Fabius al Samni.
Fabius va anar a Nucèria Alfaterna li va enviar una delegació demanant la pau, però Fabius la va refusar, ja que anteriorment li havia estat oferta la pau a la ciutat i l'havia refusat. Va començar l'atac a Alfaterna, que es va haver de rendir de manera incondicional. Un altre combat amb els samnites va suposar una fàcil victòria romana, batalla que és recordada perquè els marsis (marsi) van lluitar per primera vegada al costat dels samnites contra Roma, i els pelignes, que havien seguit als mars van participar tanmateix amb ells de la derrota.
Decius també fou triomfador. La ciutat de Tarquínia va entregar blat al consol i va demanar i obtenir una treva de 40 anys. Llavors es va ocupar algunes fortaleses de la ciutat de Volsínia, que foren destruïdes, i es va estendre en totes direccions. Tota la Lliga Etrusca va demanar la pau, i va obtenir una treva d'un any durant el qual havien de pagar les despeses de les forces romanes i donar dos túniques per cada soldat. Els umbres, fins llavors en pau i amistat amb Roma, van decidir iniciar la guerra contra Roma, i van obtenir el suport d'algunes ciutats etrusques. Els umbres van aixecar un gran exèrcit i van planejar deixar de banda a Decius i atacar directament Roma, però Decius, assabentat, va anar a la frontera d'Etrúria en una ràpida marxa i va agafar posicions a la ciutat de Pupínia des eon podia vigilar els moviments dels umbres. El Senat romà va ordenar a Fabius suspendre les operacions a Samni i anar a tota velocitat a reforçar a Decius a l'Úmbria; Fabius ho va fer i va arribar a Mevània on es trobaven ja les forces umbres que no l'esperaven. Els umbres, confosos, van discutir sobre si retirar-se a les ciutats fortificades o abandonar la guerra, però els umbres de Materina van aconseguir imposar la guerra, amb un atac immediat a Fabius com a estratègia, i els umbres van atacar al romà al seu campament, que s'estava fortificant. Fabius va poder disposar als seus homes mínimament abans de la batalla i amb una arenga els va llençar contra els umbres. La batalla fou favorable als romans, i molts umbres foren fets presoners i convidats a entregar les armes. Després de la rendició de l'exèrcit umbre, les comunitats umbres es van rendir en els següents dies. La ciutat umbre d'Ocriculum (moderna Otricoli) va negociar amb Roma i els ocriculs van obtenir un tractat d'amistat.

### 307 aC
Tot seguit Fabi va tornar al Samni i després del seu èxit es va estendre un any mes el comandament sobre les tropes però es van nomenar nou consols: Appi Claudi Cec i Luci Volumni Flamma Violent. El primer, es va oposar tènuement a la prorroga. Es creu que Api Claudi encara estava exercint la censura i el tribú del poble Lucius Furius, va vetar el seu nomenament fins que no va renunciar al càrrec.
Es va iniciar una guerra contra els sallentins la direcció de la qual fou encarregada a Volumnius, i Api Claudi va romandre a Roma. Volumnius va obtenir diverses victòries i va ocupar diverses ciutats sallentines a l'assalt. Volumnius, de caràcter generós i cordial, era molt apreciat. El procònsol Q. Fabius va derrotar els samnites prop d'Allifae, i encara que no fou una gran batalla els samnites foren derrotats i encara que van conservar el camp durant el dia, a la nit hi van entrar els romans i ningú es va poder escapar. A la matinada es va oferir la rendició que fou acceptada a condició d'entregar l'armament i passar sota el jou; uns set mil aliats samnites, pels que res s'havia establert a la rendició, foren venuts com esclaus, amb l'excepció d'aquells que van dir ser hèrnics, que foren separats i posats sota custòdia i després enviats al senat, que va ordenar una investigació sobre si havien lluitat amb els samnites com a voluntaris o com a reclutats, i mentre foren entregats en custodia a les ciutats llatines.

### 306 aC
Foren elegits consols Publius Cornelius Arvina i Quintus Marcius Tremulus, que van portar la qüestió dels presoners al Senat. El poble dels hèrnics, molest, van celebrar un congrés a Anàgnia, anomenat Circ Marítim, i tota la nació va declarar la guerra a Roma excepte les ciutats d'Aletrium, Ferentinae i Verulae.
Després de la sortida de Fabius del Samni, els romans van perdre posicions. Els samnites van assaltar Calàtia i Sora, on hi havia guarnicions romanes que foren massacrades. P. Cornelius fou enviar ràpidament a la zona amb un exèrcit. Contra els hèrnics encapçalats per la ciutat d'Anàgnia fou enviat el consol Q. Marcius amb un nou exercit per ajuntar-se a les forces que ja eren a la regió sota comandament de l'altra consol. La coalició hèrnica va concentrar les seves forces en un lloc estratègic ben escollit entre els dos consols, i com que tot el territori entre ambdós estava controlat pels hèrnics, els missatgers romans no van poder comunicar, i un consol no sabia res de l'altra. A Roma es va produir una certa alarma i es van aixecar dos nous exercits per fer front a emergències, però no fou necessari, ja que durant dies els hèrnics no van intentar res i per tres vegades els romans van ocupar els seus successius camps fins que van demanar un armistici i permís per enviar llegats a Roma, i a canvi van oferir la paga de sis mesos de les forces romanes i una túnica per cada soldat. Marcius va acceptar i va enviar la delegació al Senat que la va retornar a Marcius amb plens poder per fer tractes; així Marcius va rebre la rendició dels hèrnics.
Mentre Cornelius, les forces del qual eren més nombroses que les del seu col·lega, es trobava bloquejat, ja que l'enemic, principalment samnites, controlava tots els camins i, per tant, no rebia subministraments i tampoc va aconseguir provocar un enfrontament. Llavors Marcius, després de sotmetre els hèrnics, es va dirigir a la zona. Els samnites conscients que no podien derrotar els dos exèrcits junts, van decidir atacar a Marcius abans que es reunís amb Cornelius. Aquest va arengar als seus dient que si no guanyaven s'emportarien la gloria els soldats de Cornelius i tot seguit va atacar pel flanc i va trencar la posició enemiga dirigint-se al seu centre, i d'allí cap al camp enemic, desguarnit, que fou cremat. L'exèrcit samnita va iniciar la fugida i molts van morir en la persecució (uns trenta mil); just llavors van arribar unes cohorts que els samnites havien enviat com a reforç de darrera hora, i els soldats romans, sense ordres del consol, els van atacar; els samnites van fugir cap a les muntanyes i van continuar la massacra. Els caps samnites van demanar la pau i se’ls va garantir a canvi de moresc per tres mesos, un any de paga dels soldats romans i una túnica per cada home; el consol va enviar missatgers al senat per comunicar l'arranjament i obtenir un acord definitiu.
Cornelius es va quedar a Samni i Marcius va retornar a Roma on va entrar en processó triomfal (per la seva victòria sobre els hèrnics) i es va decretar per a ell una estàtua eqüestre al Fòrum, enfront del temple de Castor. El Senat romà va restablir la independència de les ciutats hèrniques aliades d'Aletrium, Verulae, i Ferentínum (situació que van preferir en lloc de la ciutadania romana sense sufragi) i el dret al matrimoni amb ciutadans d'altres estats, privilegi que por molt de temps foren les úniques ciutats dels hèrnics que el tenien. Les altres ciutats hèrniques, com Anàgnia, van signar tractats de pau i van perdre els seus drets municipals, l'autogovern, el dret de matrimoni entre elles i les seves magistratures excepte les religioses; els ciutadans van rebre la ciutadania romana però sense dret de sufragi.
El mateix any el censor Caius Iunius Bubulcus Brutus va signar un contracte per construir un temple a Salus, deïtat protectora del consol a la guerra samnita. Juntament amb el seu col·lega Marcus Valerius Maximus, va emprendre també la construcció de carreteres per tot el país sense usar fons públics.
Un tractat amb Cartago fou renovat (per tercera vegada) i la delegació cartaginesa que havia anat a Roma per la signatura va rebre esplèndids regals.

### 305 aC
Publi Corneli Escipió (Publius Cornelius Scipio) fou nomenat dictador amb Publius Decius Mus com a Magister Equitum, amb la finalitat d'elegir consols, ja que els dos anteriors no podien abandonar les seves funcions de comandament militar al Samni. Foren elegits Lucius Postumius Megellus i Tiberius Minucius Augurinus.
En aquest any els samnites van fer alguns atacs al districte de Stellae a Campània i els dos consols foren enviats al Samni. Postumius cap a Tifernum i Minucius cap a Boviànum. El primer va lliurar una batalla prop de Tifernum, on segons alguns els enemics foren derrotats i es van capturar uns 24000 soldats, però Livi esmenta que altres expliquen que la batalla no va tenir un resultat clar i que Postumius, per atreure a l'enemic va fingir una retirada de nit cap a les muntanyes i els samnites el van seguir i van agafar posicions a uns 3 km més avall d'eon era el consol, que va elegir una bona posició que va fortificar i secretament va abandonar el camp deixant només una reduïda força i es va dirigir a reunir-se amb l'exèrcit del seu col·lega Minucius que es trobava acampat enfront d'un altre exèrcit samnita. Seguint indicacions de Postumius, Minucius va atacar l'enemic i cap de les dues parts va obtenir la victòria després de tot un dia de lluita, fins que va arribar Postumius amb les seves forces i va decidir la lluita; els samnites, cansats de tot el dia de lluita, i molts d'ells ferits, no van poder resistir i foren anihilats. Es van capturar 21 estendards. Llavors els romans van retornar al campament de Postumius i van atacar als samnites allí; els samnites ja havien rebut notícies de la derrota i es van desmoralitzar, i foren derrotats igualment que els seus companys; es van capturar 26 estendards, i es va fer presoner al comandant en cap dels samnites, Statius Gellius i molts soldats.
L'endemà es va iniciar l'atac a Boviànum que fou conquerida ràpidament. Els consols van celebrar un triomf conjunt. Alguns autors indiquen que Minucius va ser ferit en la lluita i va morir a Boviànum i que M. Fulvius fou nomenat consol en el seu lloc i fou qui va dirigir la presa de Boviànum.
En la resta de l'any foren conquerides Sora, Arpinum, i Cesènia. Per aquests grans victòries es va erigir una estàtua d'Hèrcules al Capitoli.

### 304 aC
Publi Sulpici Saverrió i Publi Semproni Sop van ser elegits consols. Els samnites van enviar una delegació a Roma a demanar la pau. No els van rebre bé i se’ls va comunicar que no havien fet propostes de pau abans, i havien aprofitat les treves per rearmar-se i reprendre després la lluita, i que per tant la seva paraula era dubtosa i caldria regir-se pels fets. Es va decidir enviar al consol Semproni al Samni per avaluar la situació i jutjar si els samnites estaven ben disposats per la pau. Semproni va trobar als samnites favorablement disposats a la pau i disposats a donar provisions i subministraments als romans; quan va retornar uns enviats samnites el van seguir per anar al Senat, el qual, després de l'informe del consol, va ratificar l'antic tractat de pau.
En el mateix any el eques (aequi), antics enemics romans que per molts anys romanien tranquils i mostraven una actitud pacifica, foren atacats pels romans en represàlia perquè havien ajudat als hèrnics a l'època en què aquestos van fer la guerra a Roma, i en altres moments als samnites.
Els fecials romans van anar a les ciutats dels eques per demanar satisfaccions, i se’ls va contestar que la petició només era un intent d'intimidar-los per sotmetre's a la ciutadania romana sense sufragi (que sovint era vista com un càstig i no com un benefici) i van rebutjar l'ultimàtum. Els romans van iniciar la guerra i van enviar als dos consols; l'exèrcit dels eques, després de molts anys de pau, era un cos d'irregulars sense comandaments ni disciplina; el pla de batalla dels eques era confós (atacar, defensar-se darrere les muralles o rendir-se) i finalment es va decidir resistir darrere les muralles i van fingir instal·lar un campament. Els romans van avançar cap al campament en ordre de batalla sense trobar cap oposició; els eques van abandonar el campament i es van refugiar on van poder; els romans en arribar el van trobar buit i van veure que haurien d'atacar ciutat per ciutat; van seguir les petjades per tot els vents i van anar a cadascuna de les ciutats. En només un dia els romans van ocupar 31 ciutats i moltes d'elles foren saquejades i cremades; la nació dels eques fou exterminada. Es va celebrar un triomf sobre ells. Per no córrer la mateixa sort els marruquins (marrucini) mars (marsi), pelignes (paeligni) i feretrans (feretrani) van enviar missatgers a Roma a demanar pau i amistat, i el Senat Roma els les va concedir i es van signar els corresponents tractats.

## Conseqüències
Aquest any fou edil curul Gneu Flavi (Cneus Flavius), fill d'un llibert, i de naixement humil, però molt capacitat. L'historiador Gai Licini Macer diu que havia estat un dels tribuns del poble i un dels triumvirs (triumvir nocturn primer i després triumvir fundador de colònia). Els maltractes de la noblesa pel seu origen humil el van enfrontar a les principals personalitats. Va fer valer un calendari de celebracions escrit al Fòrum en el que s'esmentaven els únics dies en què els procediments legals eren permesos; va dedicar el temple de Concòrdia al Vulcanal (el santuari de Vulcà), i en la seva cerimònia el pontífex màxim, Lucius Cornelius Scipio Barbatus, va haver de recitar una fórmula religiosa tal com demanava el poble, en lloc de la que era tradicional i que en les dedicatòries d'un temple només podien recitar els consols o els comandants en cap; d'aquest fet va resultar una llei que ningú podia dedicar un temple o un altar sense ordres del senat o per majoria del tribuns del poble. Un dia Gneu Flavi va visitar al seu col·lega, que estava malalt i es va enfrontar amb alguns nobles que estaven allí també de visita. L'ascens de Flavi havia estat conseqüència de l'actuació d'un partit al Fòrum iniciat en temps d'Api Claudi, el qual ja va elegir pel senat a persones de menys noblesa. Fou elegit edil però no es va reconèixer la validesa de les eleccions i llavors Flavi va subornar als comicis tribunats i centuriats. Això va crear dos partits, un de l'aristocràcia i un del poble. La situació va durar fins a la censura de Quint Fabi Màxim Rul·lià i Publius Decius que per evitar que els comicis foren controlats pel poble va assignar a la major part del poble baix a quatre tribus (anomenades les Tribus de la Ciutat). Quint Fabi Màxim Rul·lià també va instituir la desfilada de cavalleria cada any el 15 de juliol.